# Corticarina eichlini
Corticarina eichlini es una especie de coleóptero de la familia Latridiidae.

## Distribución geográfica
Habita en California (Estados Unidos).